# Ecossistema
Ecossistema (do grego antigo οἶκος oikos significa 'casa' e σύστημα sýstema 'o conjunto' 'o conectado') é, em ecologia, a conjunção da comunidade de organismos de várias espécies (biocenose) e dos fatores ambientais (abióticos) de um determinado local. Os ecossistemas formam uma série de cadeias de relações entre organismos, o que demonstra a sua interdependência dentro do sistema. Os fatores abióticos e bióticos são ligados por cadeias tróficas, ou seja, pelo fluxo de energia e nutrientes no ecossistema. Biosfera é conjunto de todos os ecossistemas do planeta Terra.

## História do termo
O termo "ecossistema" foi usado pela primeira vez em 1935 em uma publicação do ecologista britânico Arthur Tansley na revista Ecology. O termo foi cunhado por Arthur Roy Clapham, que inventou a palavra a pedido de Tansley. Tansley concebeu o conceito a fim de chamar a atenção para a importância das transferências de materiais entre organismos e seu ambiente. Mais tarde ele refinou o termo, descrevendo-o como "Todo o sistema, [...] incluindo não apenas o complexo organismo, mas também todo o complexo de fatores físicos que formam o que chamamos de ambiente". Tansley considerava os ecossistemas não somente como unidades naturais, mas também como " isolados mentais", e mais tarde definiu sua extensão espacial usando o termo "ecotopo".
G. Evelyn Hutchinson, um limnologista da época de Tansley, combinou as ideias de Charles Elton sobre ecologia trófica com as do geoquímico russo Vladimir Vernadsky. Como resultado, ele sugeriu que a disponibilidade de nutrientes minerais em um lago limitava a produção de algas, Isto, por sua vez, limitaria a abundância de animais que se alimentam de algas. Raymond Lindeman levou estas ideias além, sugerindo que o fluxo de energia através de um lago era o principal motor do ecossistema. Os estudantes de Hutchinson, irmãos Howard T. Odum e Eugene P. Odum, desenvolveram uma "abordagem de sistemas" para o estudo dos ecossistemas, o que lhes permitiu estudar o fluxo de energia e matéria em sistemas ecológicos.

## O conceito de ecossistema
Um ecossistema pode ser definido como um conjunto funcional de elementos formado por componentes bióticos e abióticos. Como a Ecologia procura estudar os seres vivos dentro de uma comunidade biológica e as inter-relações e influências desta com o meio físico, pode-se dizer que o ecossistema é a unidade básica do estudo ao redor da qual se pode organizar a teoria e a prática em ecologia.

Um ecossistema ou sistema ecológico possui vários componentes. Pode ser formado por uma floresta inteira, sendo chamado “macro ecossistema”, ou por uma planta a exemplo das bromélias, sendo chamado “micro ecossistema”. Assim semelhante a um grande ecossistema que apresenta todos os fenômenos e fatores que determinam e definem o ambiente dos seres vivos, no pequeno ecossistema acontece o mesmo. Desta forma, independentemente do ambiente onde existe a interação entre o meio físico (natureza solar, luminosidade, temperatura, pressão, água, umidade do ar, salinidade) e os seres vivos, consiste, ainda assim, num ecossistema, seja este terrestre ou aquático, grande ou pequeno.

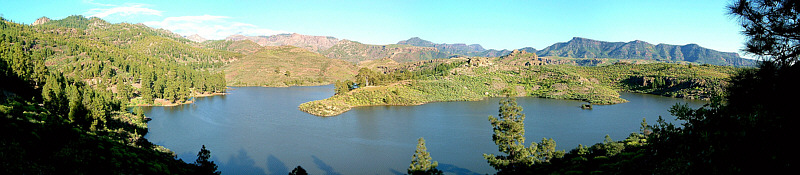
Lago de água doce em uma ilha no arquipélago das Canárias como um exemplo de um ecossistema (ao lado ela se interage com os ecossistemas ao seu entorno com as florestas e outros ecossistemas)

Consideram-se como fatores bióticos as interações das diversas populações de animais, plantas e bactérias umas com as outras e abióticos os fatores externos como a água, o sol, o solo, o ar, a temperatura. Em um determinado local, seja uma vegetação de cerrado, mata ciliar, caatinga, mata atlântica ou floresta amazônica, por exemplo, a todas as relações dos organismos entre si, e com seu meio ambiente chamamos ecossistema ou seja, podemos definir ecossistema como sendo um conjunto de comunidades interagindo entre si e agindo sobre e sofrendo a ação dos fatores abióticos.
Ecossistemas são por definição, sistemas complexos de Bertalanffy, com auto-organização, autorregulação e sistema de autodesenvolvimento. A principal característica de um ecossistema é a presença de um conjunto relativamente fechado, estável no espaço e no tempo, de matéria e fluxo de energia entre os fatores bióticos e abióticos. Disto se segue que nem todo sistema biológico pode ser chamado de um ecossistema, por exemplo, um aquário ou um toco podre, não são ecossistemas. Estes sistemas biológicos (naturais ou artificiais) não são suficientemente autossuficientes e autorregulação (aquário), se você parar de ajustar as condições e características do suporte no mesmo nível, ela será destruída com rapidamente. Essas comunidades não formam um ciclo fechado separado de matéria e energia (coto), mas são apenas uma parte de um sistema maior. Tal sistema deveria ser chamado de uma comunidade de classificação mais baixa, ou microcosmos. Às vezes, eles usam o conceito fácies (por exemplo, geoecologia), mas que não pode descrever completamente um sistema deste tipo, particularmente tendo uma origem artificial. Em geral, em diferentes ciências a noção de "fácies" corresponde a diferentes definições de sistemas de nível subsistemático (em botânica, ciência paisagem) para conceitos não relacionados ao ecossistema (geologia), um conceito que combina ecossistemas homogêneos (Sochava VB) ou quase idênticos (Berg LS, Ramenskii LG) ao ecossistema definido.
Um ecossistema é um sistema aberto e caracteriza-se pelos fluxos de entrada e saída de matéria e energia. A base da existência de quase todo o ecossistema é um fluxo de energia solar, que é o resultado que uma reação de fusão ao vivo (fotossíntese) ou indireta (decomposição de matéria orgânica) forma, com a exceção dos ecossistemas de profundidade, "preto" e "branco" fumantes, cuja fonte de energia é o calor interno da Terra e a energia gerada por reações químicas.

### Biogeocenoses
De acordo com as definições, não há diferença entre ambos. Biogeocenoses podem ser considerados como um sinônimo de um ecossistema completo. No entanto, há uma opinião generalizada de que biogeocenoses podem servir como um análogo do ecossistema no nível primário, o termo lugares "biogeocenoses" dá maior ênfase na ligação entre comunidade ecológica e um determinado ambiente de terra ou água, enquanto ecossistema envolveria qualquer enredo abstrato. Deste modo, biogeocenoses são geralmente considerados um caso particular dos ecossistemas. Diferentes autores, na definição do termo biogeocenoses, listam componentes bióticos e abióticos específicos, enquanto a definição do ecossistema é mais geral.

## Estrutura do ecossistema
O ecossistema pode ser dividido em dois componentes: o abiótico e o biótico.
O componente biótico se divide em componentes autotróficos (ou produtores) e heterotróficos (ou consumidores e decompositores), que formam a estrutura trófica do ecossistema. Os organismos autotróficos podem ser definidos como seres que são capazes de sintetizar o seu próprio alimento, ou seja, são capazes de utilizar material inorgânico para sintetizar material orgânico; os organismos heterotróficos, por sua vez, não são capazes de produzir seu próprio alimento, dependendo do consumo de material orgânico previamente formado.
A principal fonte de energia para o ecossistema manter seus vários processos é a capacidade dos produtores de assimilar a energia do sol, e a passagem de energia por organismos que consomem e são consumidos é denominada cadeia alimentar, com cada posição ocupada pelos organismos ao longo desta cadeia recebendo o nome de nível trófico. Autotróficos são, portanto, o primeiro nível trófico do ecossistema. Os níveis heterotróficos de ecossistemas são formados em detrimento dos consumidores (2ª, 3ª, 4ª e níveis subsequentes), e terminam nos decompositores, que traduzem matéria orgânica em formas minerais (componentes abióticos) que podem ser assimiladas pelo elemento autotrófico.

### Os principais componentes do ecossistema
Em termos de estrutura do ecossistema recuperado:
1. Regime climático, que determina a temperatura, umidade, condições de iluminação e outras características físicas do ambiente;
2. Substâncias inorgânicas são incluídos no ciclo;
3. Compostos orgânicos que ligam a parte bióticos e abióticos no ciclo de matéria e energia;
4. Produtores, que são organismos que criam a produção primária;
5. Fagótrofo, heterotróficos, que se alimentam de outros organismos ou partículas maiores de matéria orgânica;
6. Sapropélitos-heterotróficos, principalmente fungos e bactérias, que quebram a matéria orgânica morta, mineralizando-a, e assim a retornando para o ciclo.

Os últimos três componentes formam a biomassa do ecossistema.
Do ponto de vista do funcionamento dos ecossistemas, os blocos funcionais de organismos (além autotrófico) são os seguintes:
1. Biofagia - organismos que se alimentam de outros organismos vivos,
2. Saprofitófagos - organismos que se alimentam de matéria orgânica morta.

Essa divisão mostra a ligação de tempo funcional no ecossistema, com um foco sobre a separação no tempo da formação de matéria orgânica e sua redistribuição dentro do ecossistema (biofagia) e processamento dos saprofitófagos. Entre o definhamento da matéria orgânica e a sua transformação de volta em seus constituintes no ciclo da matéria do ecossistema, pode-se ter um período significativo de tempo - por exemplo, no caso de troncos de pinheiro, o período é de mais de 100 anos.
Todos estes componentes são interligados no tempo e no espaço e formam um sistema estrutural e funcional comum.

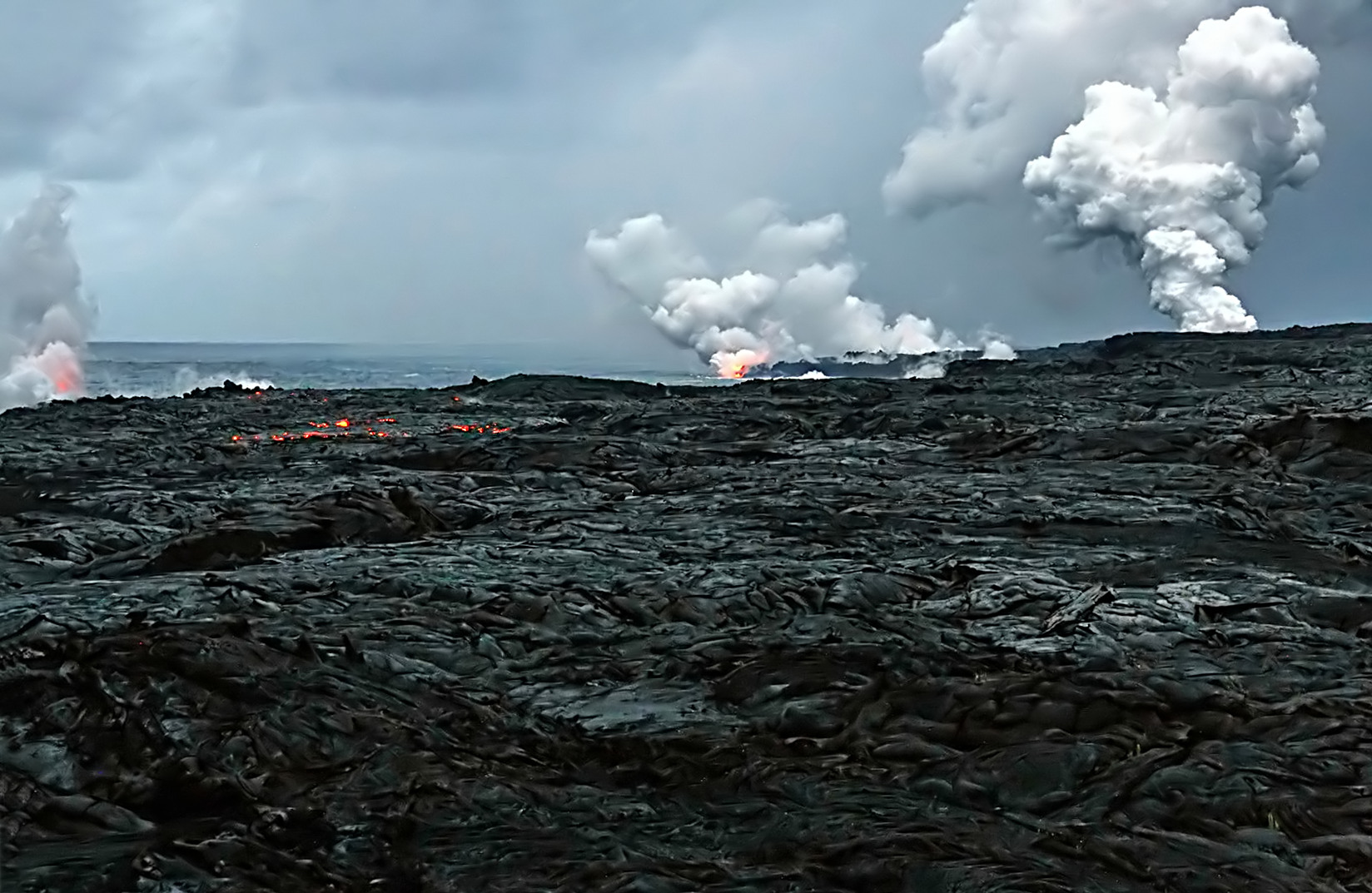
Derrama no oceano de lava na ilha de Havaí é a criação de um novo ecótopo beira-mar

#### Biótopo
Em Ecologia, um biótopo ou ecótipo (do grego βιος - bios = vida + τόπoς = lugar, ou seja, lugar onde se encontra vida) é uma região que apresenta regularidade nas condições ambientais e nas populações animais e vegetais. Corresponde à menor parcela de um habitat que é possível medir geograficamente. Mais amplamente, também pode ser considerado como um lugar que oferece as condições ambientais adequadas para a subsistência de uma comunidade de organismos vivos.
Este conceito costuma ser confundido com o de nicho ecológico, mas enquanto o biótopo consiste na relação criada entre o ser vivo e a totalidade dos fatores ambientais que o afetam, nicho ecológico diz respeito à maneira como os organismos respondem aos recursos existentes, à competição com outros seres e aos fatores ambientais presentes em sua zona de vida para sobreviver.

#### Biocenose
Biocenose, biota ou comunidade biológica é o grupo de seres vivos de diferentes espécies que coexistem e desenvolvem sua reprodução no mesmo biótopo. O termo "biocenose" (do grego bios, vida, e koinos, comum, público) foi criado pelo zoólogo alemão Karl August Möbius, em 1877, para ressaltar a relação de vida em comum dos seres que habitam determinada região. A biocenose de uma floresta, por exemplo, compõe-se de populações de arbustos, árvores, pássaros, formigas, microrganismos etc., que convivem e se inter-relacionam.

#### Klimatop

Áreas de zoneamento tipo de clima (Esquema Holdridge)

Klimatop é a combinação de características físicas e químicas no ambiente do ar ou da água que é essencial para os organismos vivos e o ambiente. Klimatop define a longo prazo as características físicas básicas para a existência de animais e plantas, e determina a gama de organismos que podem existir em um determinado ecossistema.

#### Edafotop
Edafotop é o ambiente pedológico (ou do solo) de um biótopo.
A edafologia (do grego ἔδαφος, edafos, "solo" + λογία, logia) é a ciência que trata da influência dos solos em seres vivos, particularmente plantas, incluindo o uso do solo pelo ser humano com a finalidade de proporcionar o desenvolvimento das plantas.
Os principais fatores que influenciam as propriedades do edafoto incluem a dureza da rocha, sua riqueza biológica (representação bacteriana), a taxa de absorção de água (e, portanto, evaporação subsequente) ou salinidade e teor de nitrogênio.
Juntamente com o climatopo (características climáticas) formam um ecótopo e, em combinação com a vida e a natureza, chamamos uma localidade específica de biótopo.

Biocenose apresentada de forma esquemática uma teia alimentar e do seu habitat

## Funcionamento do ecossistema

### Ecossistema de Estabilidade
A estabilidade ecológica é caracterizada pela persistência de um ecossistema de se manter em equilíbrio e pode ser definida por dois conceitos independentes. Esses conceitos, utilizados para descrever a resposta das comunidades aos diferentes tipos de estresse ambiental, são: resistência e resiliência.
A resistência define-se como o limite que um sistema abiótico e biótico relacionados podem ser modificados após uma perturbação. É a capacidade de um ecossistema de permanecer em equilíbrio apesar dos distúrbios, resistindo a modificações ambientais, como por exemplo a introdução de espécies exóticas e a degradação de habitat. O conceito de resiliência diz respeito ao tempo necessário para que as variáveis retornem ao seu equilíbrio após passar por uma perturbação. Segundo Folke (2004), a resiliência do ecossistema se refere ao limite da perturbação que um sistema pode suportar, de modo a reter essencialmente a mesma função, estrutura, identidade e realimentação, antes de se transformar em um estado diferente.

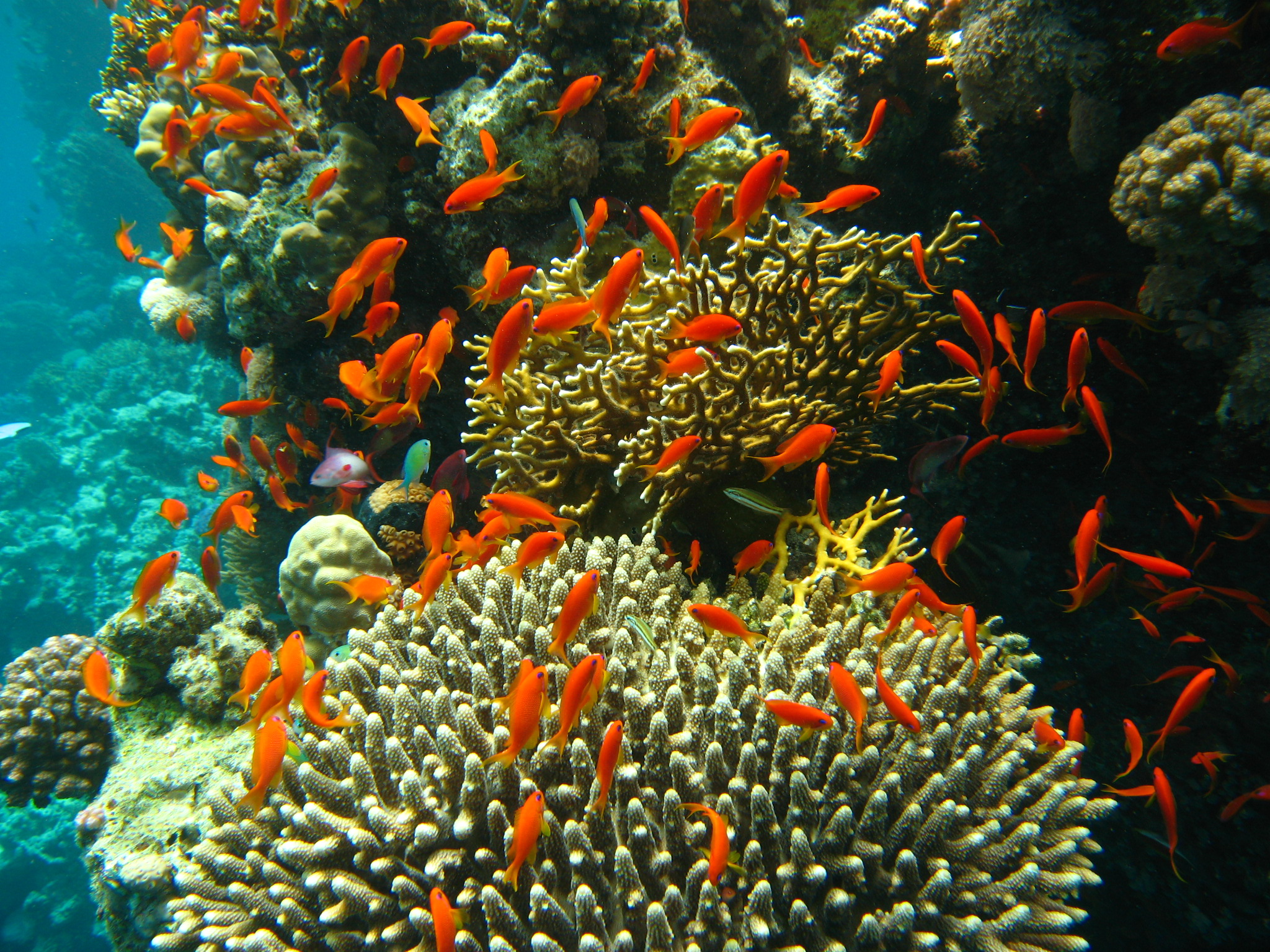
Os recifes de coral - um exemplo da fragilidade da biodiversidade

Há também um terceiro aspecto da sustentabilidade, que é a sustentabilidade do ecossistema em relação às mudanças nas características do ambiente e de suas características intrínsecas. Se para a estabilidade no funcionamento do ecossistema há uma vasta gama de parâmetros do meio ambiente possíveis (isto é, quando diferentes tipos de funções ambientais semelhantes no ecossistema podem ser substituídos uns pelos outros), uma comunidade é chamada dinamicamente robusta (estável). No caso oposto, onde o ecossistema pode existir em um conjunto muito limitado de parâmetros ambientais e/ou a maioria das espécies são insubstituíveis em suas funções, tal comunidade é chamada dinamicamente frágil (instável).
Deve notar-se que esta característica em geral não depende dos tipos e complexidade das comunidades. Um exemplo clássico é a Grande Barreira de Corais na costa da Austrália (costa nordeste), que é um dos "hotspots" de biodiversidade do mundo - as algas de coral dinoflageladas, são muito sensíveis à temperatura. O desvio do ideal em literalmente um par de graus conduz à destruição de algas, e até 50-60% (de acordo com algumas fontes de até 90%) dos pólipos obtidos a partir da fotossíntese de seus nutrientes mutualistas. Nos ecossistemas, existem muitas condições em que se encontra um equilíbrio dinâmico; no caso de remoção a partir dele por forças externas, não se têm necessariamente de regresso do ecossistema ao seu estado original.
Dentro de um ecossistema existem vários tipos de consumidores, que juntos formam uma cadeia alimentar, e dentre eles destacam-se:
- Consumidores primários: São os animais que se alimentam dos produtores, ou seja, as espécies herbívoras. Milhares de espécies presentes em terra ou na água, se adaptaram para consumir vegetais, sem dúvida a maior fonte de alimento do planeta. Os consumidores primários podem ser desde microscópicas larvas planctônicas, ou invertebrados bentônicos que se alimentam do fitoplâncton ou do microfitobentos, até grandes mamíferos terrestres como a girafa e o elefante.
- Consumidores secundários: São os animais que se alimentam dos herbívoros, a primeira categoria de animais carnívoros.
- Consumidores terciários: São geralmente os grandes predadores como os tubarões, orcas e leões, os quais capturam grandes presas, sendo considerados os predadores de topo de cadeia. Tem como característica, normalmente, o grande tamanho e menores densidades populacionais.
- Decompositores ou bioredutores: São os organismos responsáveis pela decomposição da matéria orgânica, transformando-a em nutrientes minerais que se tornam novamente disponíveis no ambiente. Os decompositores, representados pelas bactérias e fungos, são o último elo da cadeia trófica, fechando o ciclo. A sequência de organismos relacionados pela predação constitui uma cadeia alimentar, cuja estrutura é simples, unidirecional e não ramificada.[40]

## Classificação de ecossistemas
A classificação de ecossistemas é bastante complicada. O isolamento é bastante complicado, e por causa da complexidade do aspecto cronológico nem sempre é possível determinar os limites exclusivamente daquele ecossistema. Na geoecologia, há a seguinte classificação:

### Biomas
Um dos principais meios de divisão de ecossistemas é dividir geograficamente o sistema dentro da sua zona climática. De acordo com Robert H. Whittaker, é um grupo de ecossistemas do continente, que têm uma estrutura semelhante ou fisionomia da vegetação e da natureza geral das condições ambientais. Esta definição é um pouco incorreta, uma vez que há alguns biomas estão presentes em diferentes continentes, por exemplo, a tundra bioma ou a estepe.
No momento, a definição mais comum é: "Bioma - um conjunto de ecossistemas com um tipo similar de vegetação, localizada em uma zona natural climática".
Comum a estas definições é que, em qualquer caso, o bioma é o conjunto de ecossistemas, uma zona natural climática.
Existem entre 8 e 30 biomas. A distribuição geográfica dos biomas é determinada por:
1. Lei de zoneamento geográfico (formulado por Dokuchaev)

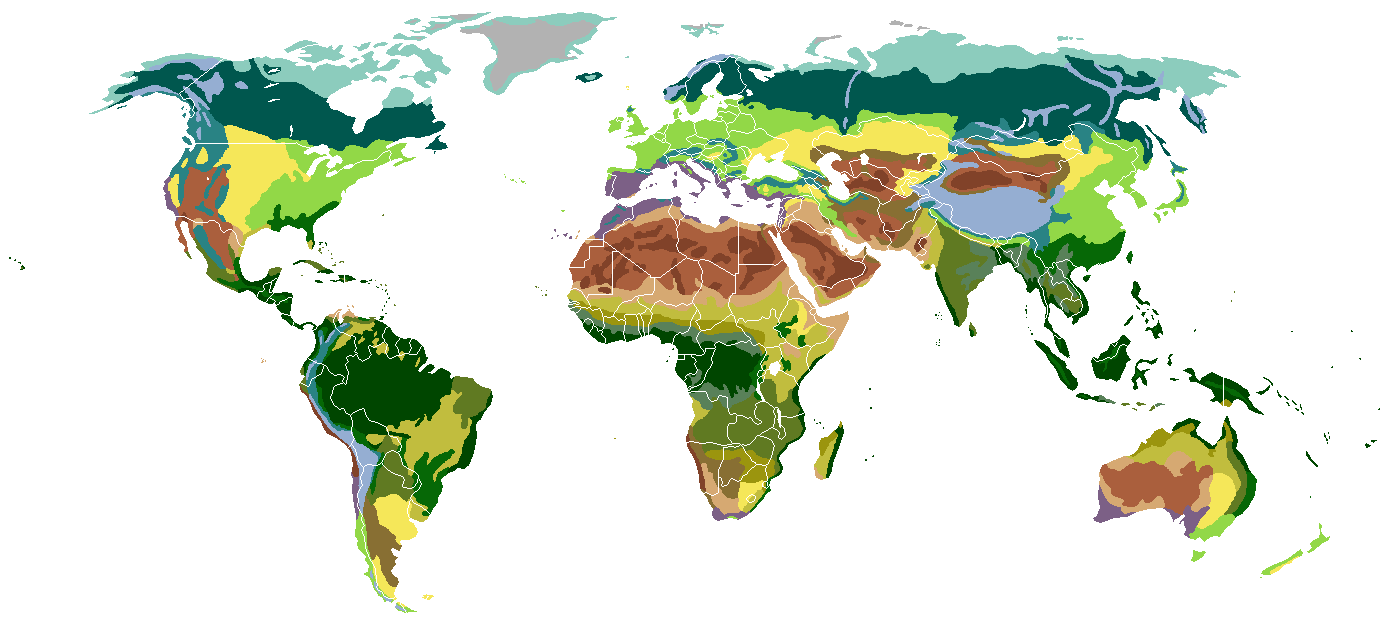
'Biomas terrestres classificadas por tipo de vegetação'
Floresta tropical
Florestas húmidas subtropicais
Floresta ombrófila
Floresta subtropical
Florestas de montanha
Florestas de monção
Deserto polar
Tundra
Tundra alpina
Taiga
Estepe
Estepe sul
Semiárido
Savana
Savana com vegetação lenhosa (floresta)
Biomas do Mediterrâneo
Deserto árido
Arbustos xerófitas

2. Lei sectorial

## Ecossistemas terrestres

### Brasil
- Amazônia - América Latina
- Caatinga
- Campos
- Campos do Sul
- Cerrado
- Mata Atlântica - Litoral brasileiro
- Mata de Araucárias do Brasil
- Mata de cocais - Norte e Nordeste Brasileiro
- Pantanal - brasileiro

## Ecossistemas aquáticos
- Costeiros
  - Restingas
  - Manguezais
  - Sapais
- Oceânicos

## Como se relacionam os fatores bióticos e abióticos?
- Fatores abióticos afetam a estrutura e as características da comunidade, mas a comunidade pode também alterar os componentes abióticos do ecossistema.
- Fatores bióticos afetam as diferentes populações da comunidade e as trocas de energia e matéria destas com o ambiente. Assim, fatores abióticos e seres vivos estão em permanente ligação sistêmica.[14]

## Algumas áreas vulneráveis do mundo
- Mata Atlântica (lato sensu);
- Floresta Amazônica (lato sensu);
- Cerrado, bioma brasileiro;
- Florestas das Ilhas do Pacífico Sul;
- Florestas Úmidas de Nga-Manpuri-Chin (em Bangladesh, Índia e Myanmar);
- Florestas Úmidas das ilhas Salomão-Vanuatu-Bismarck;
- Florestas das Terras Altas de Camarões, Guiné Equatorial e Nigéria;
- Mangues do Golfo da Guiné;
- Mangues de Madagascar;
- Florestas Úmidas de Palawan (Filipinas);
- Florestas de Terra Firme do México e Guatemala;
- Mangues da África Oriental.